# Semion Mikhaïlovitch Kotchoubeï (1778-1835)
Pour les autres membres de la famille, voir Famille Kotchoubeï.
Compléments
Soupçonné d'appartenance à une loge maçonnique lors de l'insurrection décabriste
Semion Mikhaïlovitch Kotchoubeï. (En alphabet cyrillique:Семён Михайлович Кочубей). Né en 1778, décédé le 11 mai 1835 à  Belikov (Province de Poltava). Conseiller d'État, maréchal de la noblesse de la province de Poltava (1803-1805). Propriétaire d'un domaine et de 7 000 serfs. Membre de la Société secrète Amour de la vérité, philanthrope, ruiné, il mourut dans une grande précarité.

## Famille
Fils du lieutenant-colonel Mikhaïl Semionovitch Kotchoubeï et de son épouse Agrafia Stepanovna Lachkevia.
Il épousa Praskovia Iakovlevna Bakourinskaïa (1784)-1815), fille de Iakov Leontievitch Bakourinski (1740-1801), gouverneur de la province de Tchernigov.
Un enfant naquit de cette union :
- Nikolaï Semionovitch (décédé en 1870).

Veuf, il épousa Tatiana Andreïevna Bezborodkova (1751-?).

## Biographie

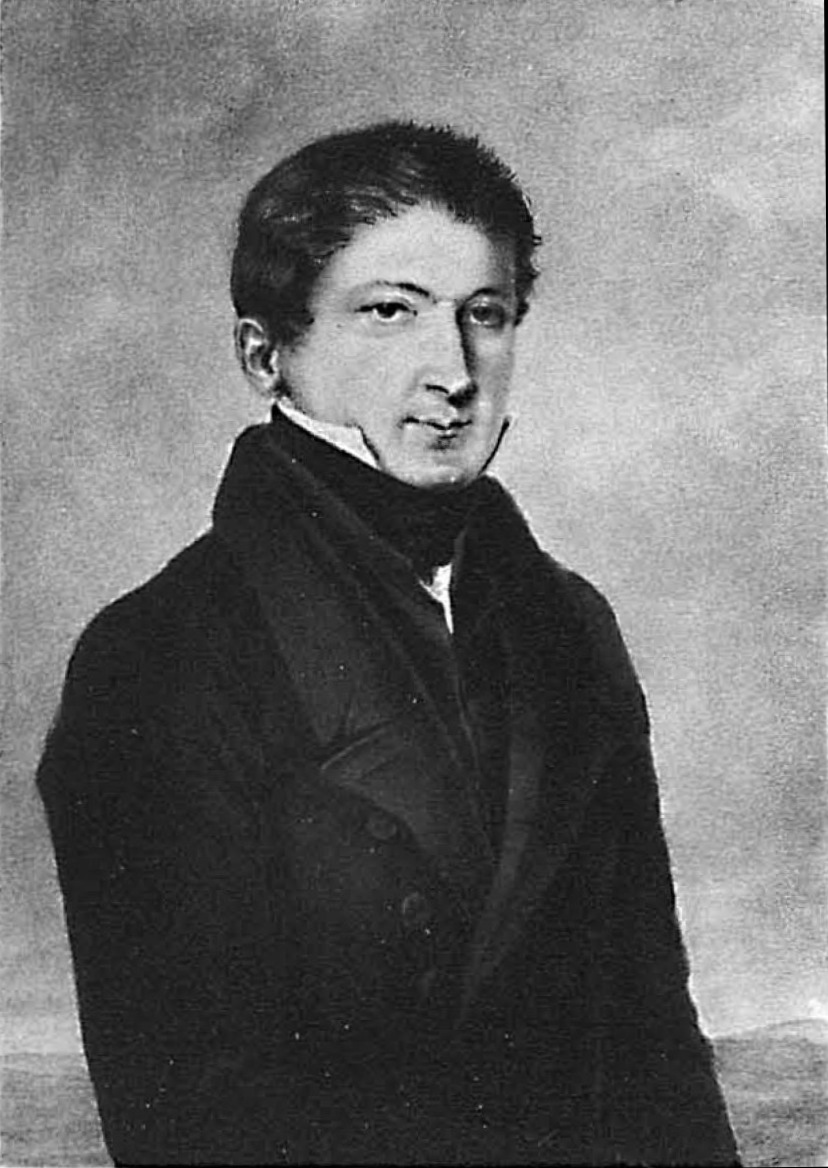
Matveï Ivanovitch Mouraviov-Apostol

Concernant son éducation peu de renseignements nous sont parvenus, mais, comme la plupart des membres de la famille Kochoubeï, il acquit certainement une bonne instruction au domicile de ses parents.
Au grade de sergent, il servit dans le Régiment des Gardes à cheval (1798). Entre 1802 et 1805, il fut le chef de la noblesse de la ville de Konotop. Philanthrope, il s'investit dans de nombreuses associations caritatives. Pour permettre l'achat d'une maison, il fit don d'une somme de 18 000 roubles à l'Association de Charité publique, cette bâtisse permit de loger des étudiants pauvres de Poltava. En 1808, il fit don de sa collection de minéraux et offrit une grande partie de sa fortune à l'Institut pour jeunes filles issues de la noblesse de Poltava, huit jeunes filles issues d'une établissement scolaire secondaire bénéficièrent de ses largesses. Avec ses propres fonds, il agrémenta la ville de Poltava de jardins (aujourd'hui le Parc de la Victoire). Avec ses fonds propres, il fit construire une maison pour le gouverneur et acquit une autre bâtisse qu'il offrit au vice-gouverneur de la province de Poltava.
Impliqué dans l'insurrection décabriste du 14 décembre 1825 pour son appartenance à la loge maçonnique l'Union du Salut dont Mikhaïl Nikolaïevitch Novikov  (1777-1882) fut l'un des fondateurs. Au cours de son interrogatoire, Matveï Ivanovitch Mouraviov-Apostol (1793-1886) désigna Semion Vassilievitch comme membre de cette société secrète. Arrêté le 18 janvier 1826, le haut commandement délivrant un certificat d'acquittement, Semion Vassilievitch fut libéré le 21 février 1826.

## Décès
Semion Vassilievitch Kotchoubeï décéda le 11 mai 1836 à Belikov ((Province de Poltava) dans une extrême pauvreté.   